# Relations entre Israël et la Tunisie
Les relations entre Israël et la Tunisie se réfèrent aux relations bilatérales entre Israël et la Tunisie. Ces deux pays ont maintenu des liens limités à partir des années 1950.

## Histoire
Les premiers contacts entre Israël et la Tunisie ont lieu aux Nations unies, à New York, en 1951-1952, quand les représentants tunisiens abordent la délégation israélienne et les chefs du Parti travailliste israélien. En juin 1952, Bahi Ladgham, alors très proche confident du leader nationaliste tunisien Habib Bourguiba, rencontre Gideon Rafael (en), à la recherche d'un soutien pour l'indépendance de la Tunisie. Bourguiba est en effet persuadé qu'il ne devrait pas viser l'élimination d'Israël mais plutôt la promotion de la paix dans la région. En 1956, après la déclaration de l'indépendance de la Tunisie, il rencontre secrètement Jacob Tsur, l'ambassadeur d'Israël en France. Plus tard, au cours de la même année, Tsur rencontre le ministre tunisien des Finances, qui souhaite l'assistance d'Israël pour la mise en place de coopératives agricoles.
L'opération Jambe de bois consiste en une attaque par Israël du siège de l'Organisation de libération de la Palestine (OLP) en Tunisie, à Hammam Chott, qui se situe à près de vingt kilomètres de la capitale Tunis. Elle a lieu le 1er octobre 1985 ; on dénombre des pertes humaines, dont les estimations varient de 100 à 271 morts, parmi lesquels près de 215 civils tunisiens tués et environ cent personnes blessées.
La Tunisie affirme avoir joué un rôle primordial dans les pourparlers secrets entre l'OLP et Israël qui ont abouti à la déclaration de principes sur l'autonomie palestinienne, signée en septembre 1993. Peu de temps après, une délégation israélienne visite la Tunisie pour des pourparlers. Salah Missaoui, directeur général au ministère tunisien des Affaires étrangères, déclare qu'il ne voit pas d'obstacle à l'établissement de relations diplomatiques avec Israël. En 1993, Yossi Beilin, alors vice-ministre israélien des Affaires étrangères, visite la Tunisie. Des liens téléphoniques directs sont établis en juillet 1993. Après la fermeture des bureaux de l'OLP en Tunisie en juin 1994, les premiers touristes israéliens commencent à arriver.
En 1994, des canaux de communication sont ouverts avec Israël à travers les ambassades de Belgique à Tel Aviv et Tunis. Le ministre tunisien des Affaires étrangères, Habib Ben Yahia, et le ministre israélien des Affaires étrangères, Ehud Barak, se rencontrent à Barcelone en 1995 pour élargir les relations officielles entre les deux pays, confinées jusqu'alors à « deux canaux de communications » dans les ambassades de Belgique, à la fois à Tunis et Tel Aviv. Le 22 janvier 1996, le secrétaire d'État des États-Unis Warren Christopher annonce « que pour la première fois Israël et la Tunisie vont établir des relations officielles dites « bureaux d'intérêt » réciproquement. Vers le 15 avril de cette année, chaque nation devrait accueillir des représentants de l'autre gouvernement de façon à faciliter les consultations politiques, les voyages, et les échanges entre les deux pays ». Conformément à ce plan, Israël ouvre un bureau d'intérêt en Tunisie en avril et, six semaines plus tard, en mai, le diplomate tunisien Khemaies Jhinaoui arrive en Israël pour ouvrir le bureau d'intérêt de son pays à Tel Aviv.

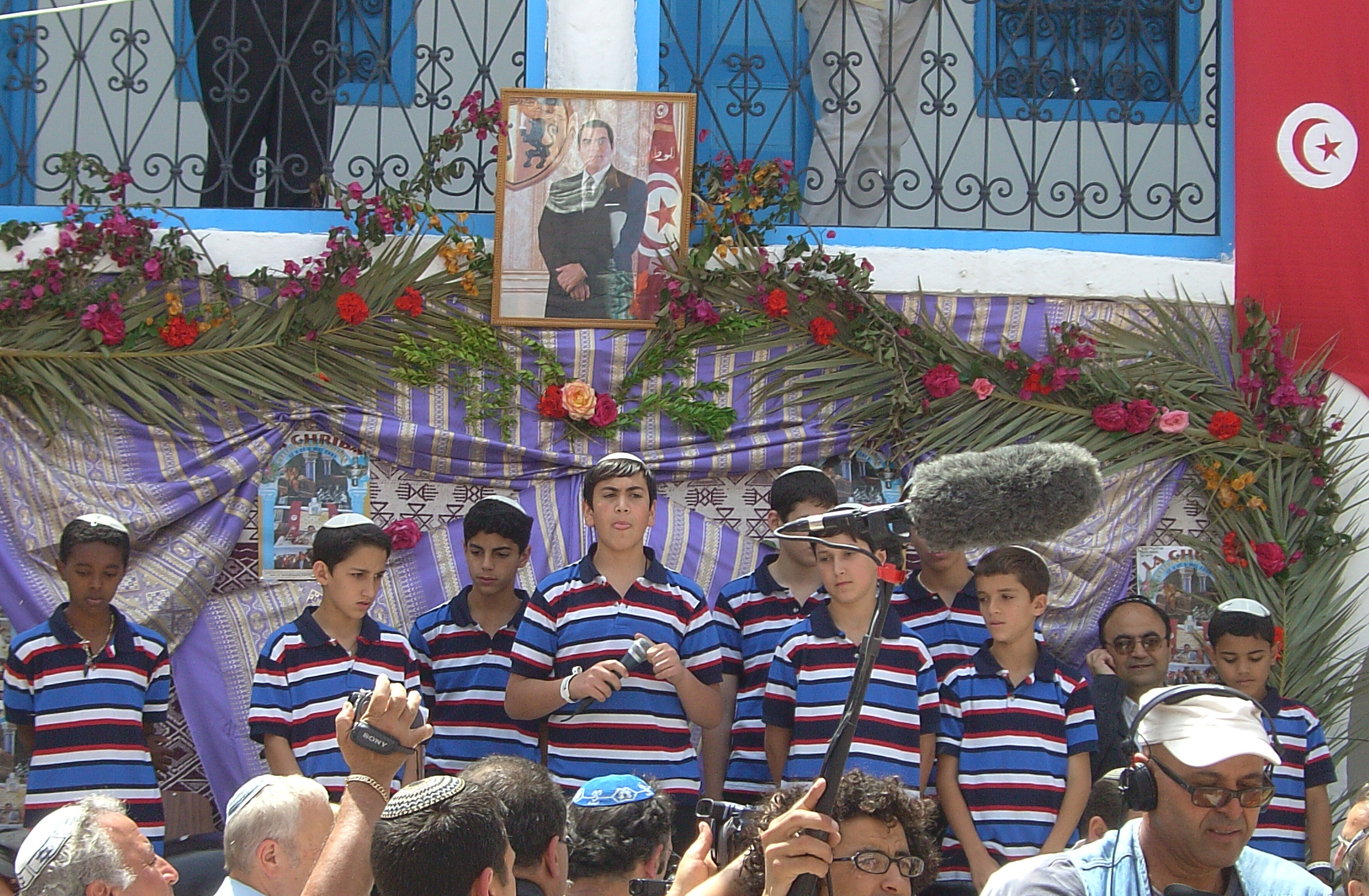
Chœur de garçons de Jérusalem visitant la Ghriba de Djerba en 2007.

Les relations se dégradent au début des années 2000 après le début de la seconde intifada. Le 22 octobre 2000, le président tunisien Zine el-Abidine Ben Ali annonce qu'il romprait tous les liens diplomatiques avec Israël à la suite de la « violence dans les territoires autonomes palestiniens ». Israël exprime alors sa déception vis-à-vis de la décision tunisienne de rompre les relations et ferme les bureaux d'intérêt à Tel Aviv et Tunis. Le ministère israélien des Affaires étrangères déclare : « Il apparaît que la Tunisie a choisi de renoncer à son rôle potentiel de passerelle de dialogue entre Israël et ses voisins, nuisant ainsi à l'effort crucial pour promouvoir la paix dans la région ».
En 2014, lors d'une séance de l'assemblée constituante destinée à voter la confiance au gouvernement, Amel Karboul crée la polémique et se voit attaquée par des constituants, notamment Ibrahim Kassas et Azed Badi, qui l'accusent d'avoir voyagé en Israël,, ce qui la rend coupable à leurs yeux de normalisation avec ce qu'ils qualifient d'« entité sioniste ». Mehdi Jomaa prend alors la défense de sa ministre, indiquant que ce voyage a eu lieu en 2006 dans le cadre d'une formation destinée à des Palestiniens et pour laquelle elle était obligée de passer par Tel Aviv. Malgré les critiques, le gouvernement obtient la confiance de l'assemblée constituante.
Après l'accession au pouvoir en 2019 de Kaïs Saïed, les relations entre les deux pays déjà au point mort deviennent inexistantes, ce dernier assimilant la normalisation avec Israël à de la « haute trahison ». En novembre 2023, un projet de loi « contre la normalisation avec Israël » est débattu à l'Assemblée des représentants du peuple.